# 液体ロケットブースター

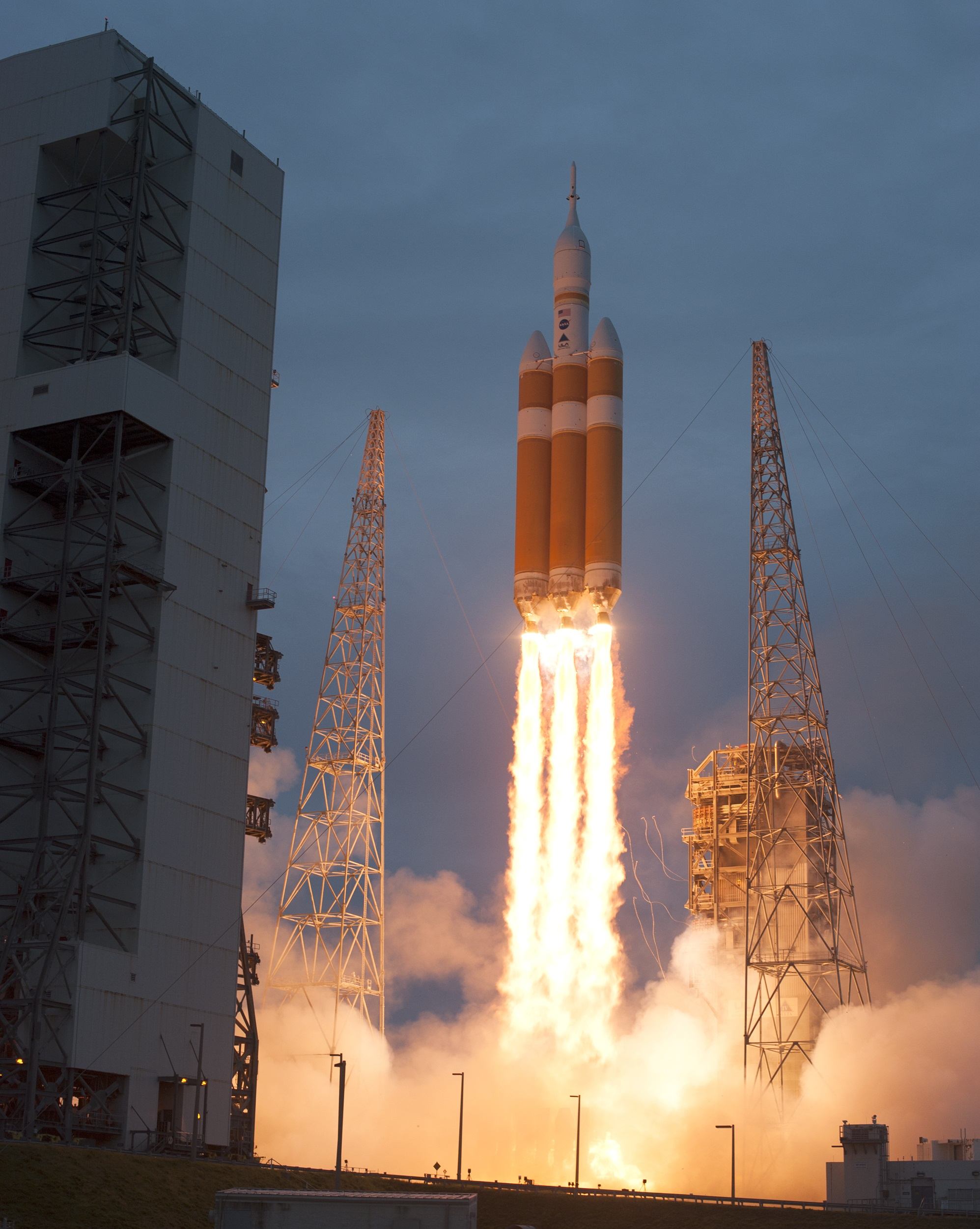
デルタ IV ヘビーの打ち上げ
2本の液体ロケットブースターを備える

液体ロケットブースター (英語: Liquid rocket booster, LRB) は、液体燃料ロケットエンジンによるブースターで、離昇時に推力を追加する目的でロケットの側面に備えられる点は固体ロケットブースターと同様である。固体ロケットやハイブリッドロケットとは異なり、燃料と酸化剤が共に液体である。
液体ロケットブースターを用いることで、軌道へ総積載物を大きく増やす事が可能である。固体ロケットブースターとは異なり、LRBは出力を調節したり、同様に安全のために非常時に停止したりする能力によって、有人宇宙飛行の打上げにおいてクルーに脱出の選択肢を与えることができる。

## 液体ロケットブースターの使用例
後にソユーズロケットに発展したR-7ミサイルでは、当時はまだ上空でのエンジン点火が確立されていなかったため、多数ある全てのロケットエンジンを点火してまだ射場に留まる間にロケットの機能を確認するためにこの能力が活用された。
ソビエトの1980年代のエネルギアロケットは4基のゼニット液体ブースターを使用してブランシャトルと実験的なポリウス宇宙配備兵器の2機の宇宙機を打上げた。
日本のH-IIAロケットはアリアン5に対抗し大型衛星の打ち上げ能力を獲得するため、またHTVの打ち上げのためにLRB1本とSRB2本を備えるH-IIA212型が発案されたが、計画はH-IIBによって置き換えられた。
またH-IIAは無人宇宙往還機HOPE用にLRB2本とSRB2本を備えたH-IIA222型も計画されたが、HOPEの開発中止とともに222型の開発も中止された。
アリアン4でも同様に2本または4本のLRB（42L、44Lと44LP 仕様）が選択肢としてあった。ブースターを備えない基本型のアリアン40では静止トランスファ軌道へ2,175kg投入可能で4本の液体ブースターを備えた44L仕様では同じ軌道へ4,790 kg投入可能だった。
スペースシャトル開発計画の初期とチャレンジャー号爆発事故の後には多様なLRBが検討されたが、シャトルの引退までSRBが使用され続けた。プラット&ホイットニー ロケットダインとダイネティクスはスペースシャトルの引退後のNASAの次の有人打ち上げ機用の"advanced booster competition"にアポロ計画でのサターンVの1段目の動力である液体酸素/RP-1を推進剤とするF-1 から派生したF-1Bを2基備える予定の"ピュリオス"として知られるブースターの設計を備えたスペース・ローンチ・システムに参入した。2012年に低軌道へ150 t、130 tのSLS Block IIを低軌道に投入可能でさらに20 t投入可能な双発のPyriosブースターがSLS Block II用に選択された。 2013年にF-1 エンジンを元にした改良型であるF-1Bエンジンは効率が改善され部品点数が減り費用対効果が高まったと報告された。 それぞれのF-1Bは海面高度で推力1,800,000 lbf (8.0 MN) を生み出し、初期のF-1エンジンの推力である1,550,000 lbf (6.9 MN) を上回る。

## CCBとCBC
アメリカ空軍のEELV計画では以下の2種類のロケットシステムが開発された。どちらも構成の柔軟性が高く、ブースタとしてではなく本体のロケットとしても使用され、他に固体ブースタの併用も考慮される。さらに並列にしたクラスタロケット的な構成によるHLVとすることも可能である（但しアトラスVではキャンセルされた）。

### CCB
アトラス Vを構成するロケットである。なお、3本並列構成はキャンセルされ、開発元のULAはヴァルカンに集中するとの談話がある。

### CBC
デルタ IVを構成するロケットである。3本並列としたデルタ IV ヘビー構成がある。

### その他
全く同型の3本並列構成とした場合、その3本全てを同等の第1段とし同時に燃焼終了とするのではなく、両端の燃焼を先に終了させ切り離して、中央の1本を第1.5段的に使いたいことがある。デルタ IV ヘビーでは、離昇時の全基全力運転の後、一時的に中央の機体のエンジンの出力を絞り、左右のブースタを分離後に、中央はそれまで温存した燃料で全開運転する。ファルコンヘビーでは、左右のブースターのタンクから中央のロケットに供給するユニークな「クロスフィード」を採用するという情報があるが、2018年2月の初打ち上げでは実装・実施は見送られている。